# Playa La Herradura (Chubut)
Playa La Herradura es parte de un sistema de playas de arenas finas. Posee alrededor de 1 kilómetro de largo. Se encuentra al sur de Punta Delgada, entre la Playa Bajada de los Palitos y Playa Los Límites (Bonita) en el sur de Chubut, más precisamente en la Cuenca del Golfo San Jorge.
Esta playa es integrante de un sistema de 7 playas de arena fina. Este sistema se halla en el golfo San Jorge y es de especial importancia, dado que tanto hacia el sur como el norte las demás playas son de ripio o composición similar. Esta playa, junto con sus vecinas que la rodean sufren las limitaciones climáticas como bajas temperaturas fuera de la temporada veraniega y la intensidad de los vientos que suelen azotarlas con velocidades diversas. Estos dos fenómenos naturales suelen cobrarse víctimas, dado que todas las playas cercanas no cuentan con guardavidas o similares servicios de auxilio.
En esta playa se emplaza la joven localidad La Herradura Country Club. Emprendimiento urbano único en la zona del conurbano de Comodoro Rivadavia.
Al estar alejada del entorno urbano, la playa y la zona que la rodea gozan de abundante fauna silvestre. Estos animales como los guanacos y zorros colorados suelen ocasionar problemas a los automovilistas que circulan por la ruta cercana. Además, la zona es peligrosa históricamente para el tránsito; debido a que durante los temporales de viento se desarrollan fuertes ráfagas que culminan en le mar y pueden afectar incluso a los rodados pesados.
Llamativamente, la playa y otras aledañas sufren congelación en los días más fríos del año. Esto se produce una vez que la marea se retira dejando una estela de hielo sobre la arena que cubre el ancho de la misma.

## Toponimia
La playa tiene especiales características al estar entre dos puntas de medianas dimensiones que la encierran y forman una pequeña rada en forma de herradura, visible desde la Ruta Nacional 3, que pasa a muy pocos kilómetros.
Señalización estado del mar (Banderas)

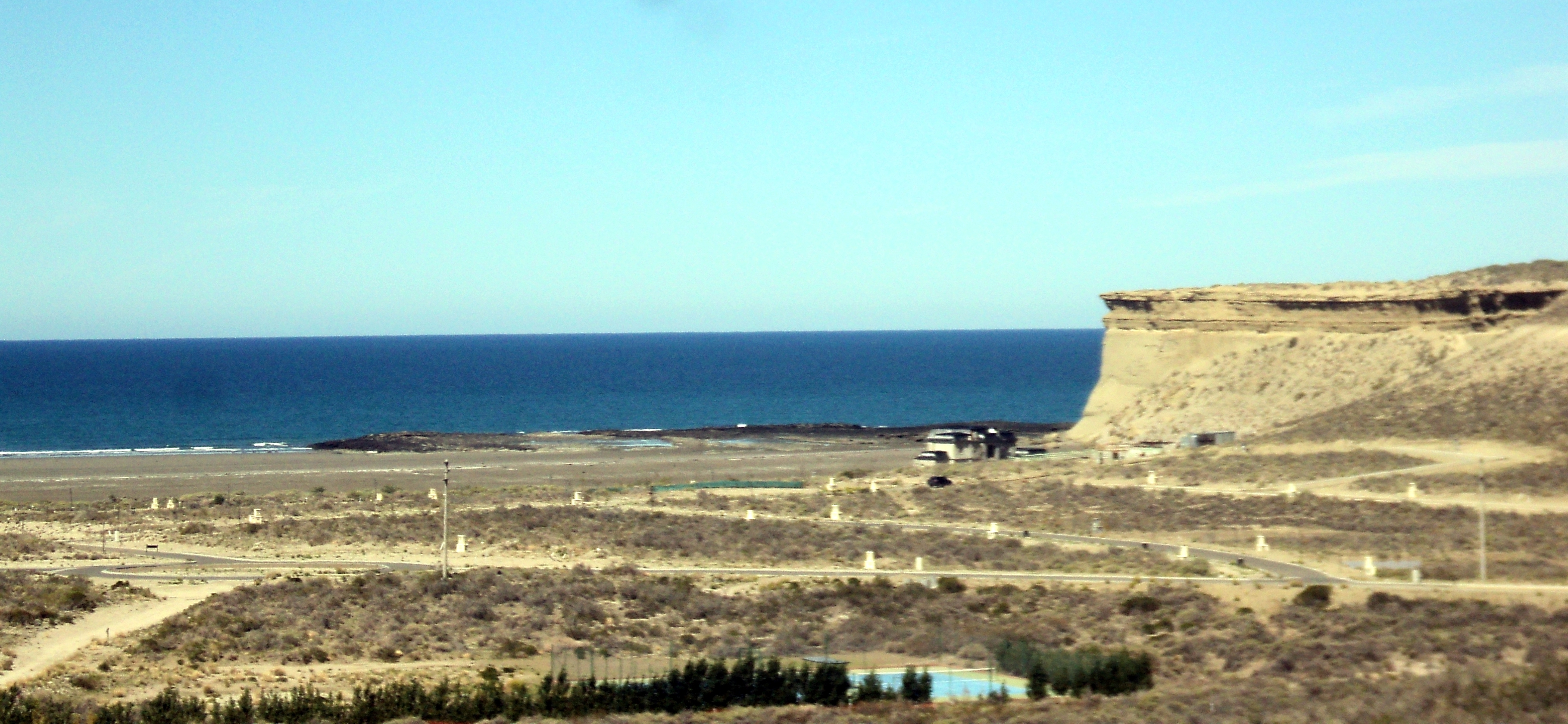
La playa desde la Autovía 3 con el country en sus costas.

## Urbanización

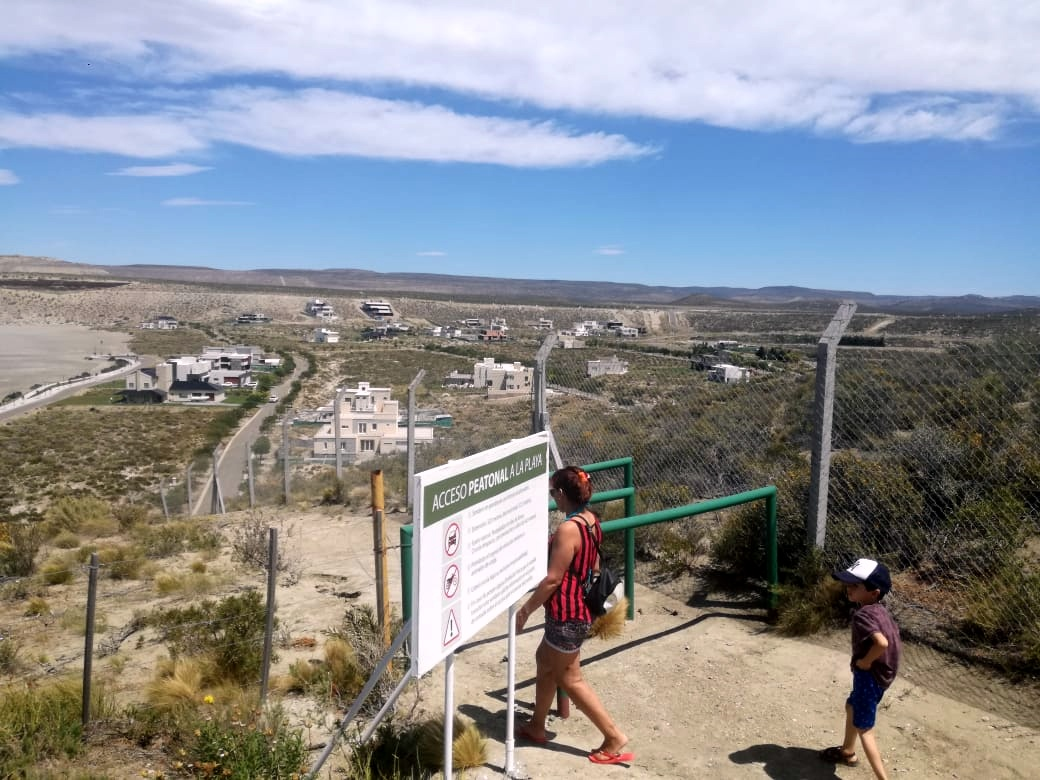
Acceso a la playa vedado para autos ajenos al barrio. Sin embargo, junto al cerro se creó un camino peatonal, de difícil abordaje por su pendiente. De este modo, solo se puede ir a pie a la playa.

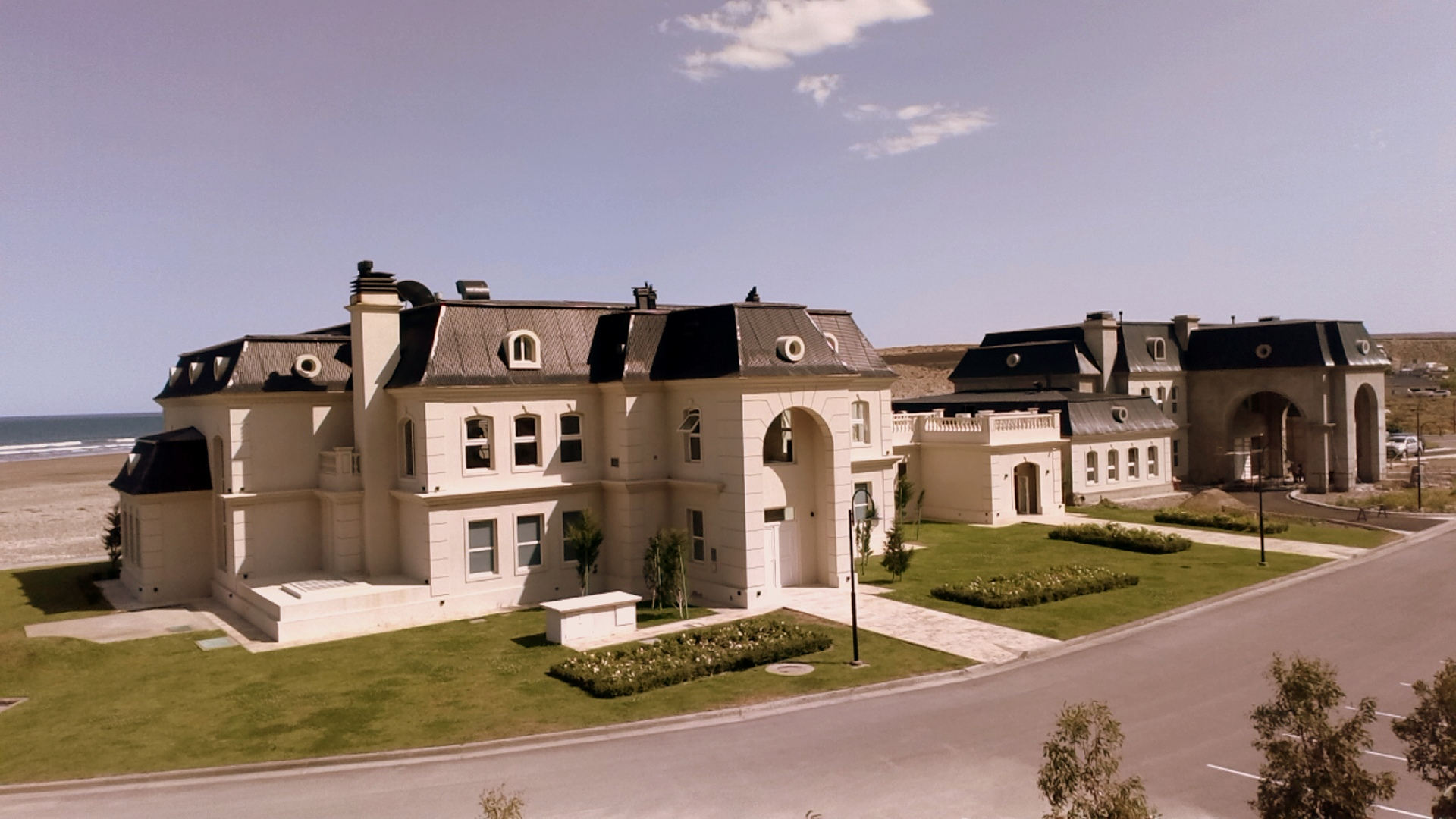
Imponente edificación del club de playa en country

Entre 1992 y 1993 se dio la iniciativa de crear un ferrocarril transpatagonico con destino al Pacífico. La proposición evitaba el puerto de Comodoro y pretendía crear un puerto nuevo al sur de Rada Tilly. Este ferrocarril partiría de este puerto hasta Puerto Aysén.
La iniciativa fue discutida ferozmente en Comodoro Rivadavia. Los promotores tenían la intención evitar el tránsito por Cabo de Hornos, particularmente para contenedores. Se llegaron a mostrar planos del puerto incluyendo con facilidades ferroviarias. Su ubicación sería en las bellas playas naturales como esta, playa Bonita o Playa Los Límites. Esta idea encontró la férrea oposición de los ambientalistas, ya que el puerto era ser muy cerca a la lobería al sur de Rada Tilly. Actualmente, está sin discusión este tema. Con la instalación del country esta idea queda completamente descartada por lo menos aquí.
Sobre esta playa se asienta el primer barrio privado de la Cuenca del Golfo San Jorge, denominado igual que su playa, La Herradura. Su construcción lo convirtió en el primer barrio cerrado y privado de comodoro, además  marcó el puntapié para otros proyectos de características similares sobre la costa. Desde 2019 el municipio busca limitar nuevos emprendimientos similar para evitar la atomización del ejido urbano y la apropiación del acceso popular a las playas.
Desde 2006 consiguió la mensura y le permiso para lotear los preciados terrenos cercanos a mar que contiene. Pertenece al municipio de Comodoro Rivadavia, estando separado 8,6 kilómetros de la ciudad de Rada Tilly y unos 20 del centro de Comodoro Rivadavia , lo que lo hace el barrio más alejado de este municipio. El country es un predio privado de 137 hectáreas con vista al mar, con acceso directo desde la ruta 3 en el kilómetro 1852. El emprendimiento urbano modificó el paisaje costero cuando construyó una Avenida Costanera, un paseo de 500 metros de largo parquizado e iluminado.
La principal consecuencia devenida, desde la llegada del barrio cerrado, fue que los vecinos no pueden ir con sus autos como lo hacían en el pasado. De este modo, solamente se puede acceder sobre un sendero cercado que desciende sobre el cerro, y a pie. A pesar de que los vecinos aun pueden arribar a la costa mediante la ardua caminata (bordeando un cerro y es larga) y que se permite el paso por el barrio cerrado de personas con movilidad reducida; gran parte de la población considera a la playa La Herradura como perdida y cerrada totalmente. Por esta errónea concepción el country no deja de usarse como ejemplo de grupos activistas y políticos que alientan a no perder a manos privadas las playas de la zona.Actualmente, pescadores artesanales dedicados a la recolección de mariscos y pesca reclaman el acceso a La Herradura, playa que consideran una de las 2 playas privadas con acceso restringido en todo Comodoro.
Para 2016 la localidad cobro más notoriedad cuando la justicia trabó embargo sobre dos inmuebles en este barrio vinculados al empresario kirchnerista Cristóbal López.

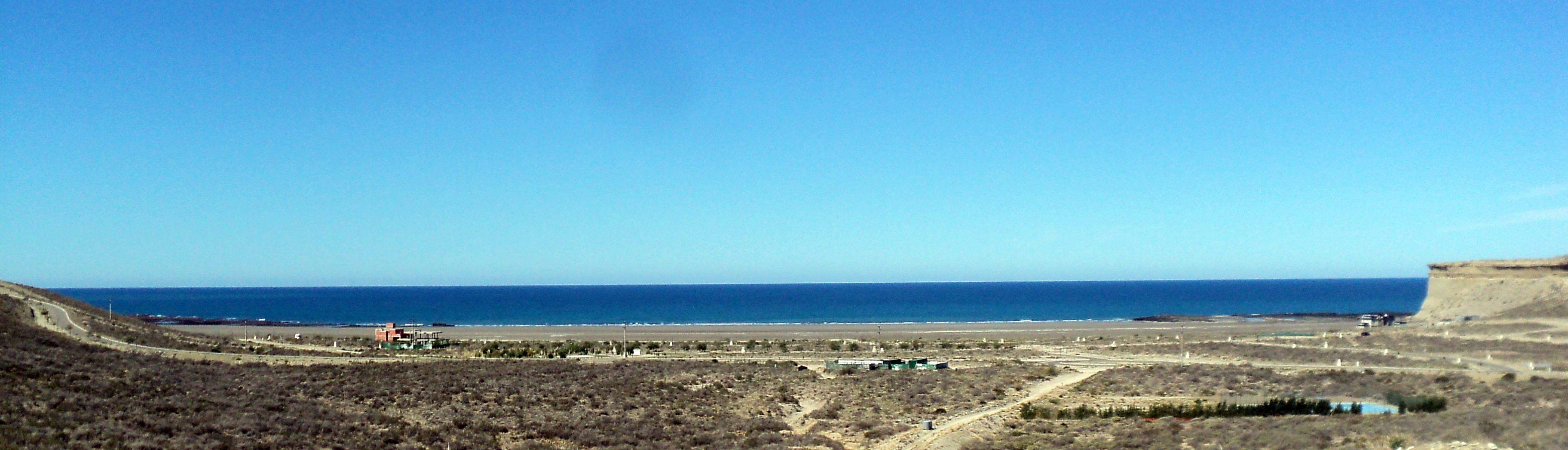
La playa rodeada por dos puntas de tamaño mediano, una de ellas al sur es conocida como Punta Delgada. Ambas forman una herradura

Sitio de La Herradura